# Pokój pirenejski
Pokój pirenejski został zawarty 7 listopada 1659 roku pomiędzy Hiszpanią a Francją i zakończył dwudziestoczteroletnie walki na pograniczu francusko-hiszpańskim związane z wojną trzydziestoletnią. Toczyły się one we wszystkich posiadłościach europejskich korony hiszpańskiej.
Hiszpania uznała się w nim za pokonaną i oddała Francji części Artois, Luksemburga i Flandrii na północy oraz północną część Katalonii (nazwaną we Francji Roussillon) na południu. Francja zrzekła się pretensji do reszty Katalonii oraz zobowiązała się zerwać przymierze z Portugalią. Dodatkowo, dzięki małżeństwu infantki hiszpańskiej Marii Teresy z królem Francji Ludwikiem XIV, w razie wymarcia Habsburgów hiszpańskich, Francja mogła objąć ich tron.
Na południu Hiszpania zobowiązała się przekazać Francji katalońskie comarki Rosselló, Capcir i Vallespir oraz części comarek Conflent i Cerdanya od strony francuskiej. Dokładny przebieg granicy w Pirenejach ustalono w 1660 r. w traktacie z Llívii, w którym wymieniono 33 wsie comarki Cerdanya przechodzące na własność Francji. Ostatecznie wyłączono z nich Llívię, gdyż posiadała ona prawa miejskie, co pozwoliło Hiszpanom twierdzić, że postanowienia mówiące o „wsiach” jej nie dotyczą.
Utrata poparcia Francji w walce o niezależność od Hiszpanii doprowadziła Portugalię do zawarcia sojuszu z Anglią.
Traktat pirenejski zakończył definitywnie dokładnie stuletni okres hegemonii Hiszpanii (od traktatu pokojowego w Cateau-Cambrésis) w polityce międzynarodowej, otwierając okres wojen hegemonicznych o spadek po tej dominacji między Anglią, Holandią i Francją.
Zawierając pokój, król Hiszpanii złamał dane wcześniej Katalończykom gwarancje (Jurament per les Illes), że przejęte przez Kastylię ziemie Królestwa Majorki nie zostaną oddzielone od reszty ziem Korony Aragońskiej. Z powodu oporu Katalończyków postanowienia pokoju w odniesieniu do Katalonii zostały wykonane dopiero w roku 1720.